# Partido Comunista de Espanha
O Partido Comunista de Espanha (Partido Comunista de España, PCE) é um dos partido políticos atuais da Espanha, pertencente à coligação Izquierda Unida.
Foi formado pela união do Partido Comunista Espanhol (que fora fundado pela sua vez a 15 de Abril de 1920 pela Federação de Juventudes Socialistas) e o Partido Comunista Operário Espanhol (PCOE), fundado pelos delegados de esquerda do Congresso do Partido Socialista Operário Espanhol a 13 de Abril de 1921.

## Antecedentes e fundação
Historicamente tem a sua origem numa cisão do PSOE, a 14 de Novembro de 1921, pela negativa do PSOE a somar-se à III Internacional convocada por Lenin. Após a constituição do Partido Comunista Espanhol e o Partido Comunista Operário Espanhol, surgidos da dissidência terceirista do PSOE e ambos aderidos à Internacional Comunista auspiciada por Lenin, existiam na Espanha duas seções espanholas do Komintern. Este forçou a fusão de ambos, que aconteceu numa Conferência de Fusão celebrada de 7 a 14 de Novembro de 1921 em Madrid, da qual, unindo ambos os partidos (Partido Comunista Espanhol e PCOE), surgiria o novo Partido Comunista de Espanha – Seção Espanhola da Internacional Comunista (PCE - SEIC), fundindo-se também as Juventudes Comunistas de ambas as organizações na Federação de Juventudes Comunistas de Espanha.
No seu I Congresso, que se celebrou em Madrid a 15 de Março de 1922, o PCE concebeu a necessidade de conseguir a unidade da classe operária em torno à vanguarda constituída pelo Partido, com o objetivo de atingir o socialismo.
O II Congresso, celebrado a 8 de Julho de 1923, escolheu Óscar Pérez Solís, que fora co-fundador do PCOE em 1921, como Secretário General do PCE. Já nesse momento o PCE temia a involução e chamava a unidade dos trabalhadores. A 13 de Setembro, o general Primo de Rivera, em conivência com o rei Afonso XIII dava um golpe de Estado e estabelecia a ditadura. Os locais do PCE foram fechados e as detenções de militantes sucederam-se.
Com um PCE ilegal, o III Congresso celebrou-se em Paris em Agosto de 1929. Após a queda da ditadura em Janeiro de 1930 e a chegada da dictablanda, o governo do general Berenguer restabeleceu algumas liberdades e legalizou alguns partidos políticos, mas não o PCE.
A 23 de Agosto de 1930 apareceu o primeiro número semanal do órgão do PCE: "Mundo Obrero", que em Dezembro do ano seguinte se transformou em diário.

## Segunda República Espanhola
Após a proclamação da II República, o PCE voltou à luz numa situação muito precária, om menos de um milhar de militantes, após estar praticamente sempre na clandestinidade ou quase.
A 17 de Março de 1932 foi celebrado o IV Congresso do PCE em Sevilha. A tarefa central foi a construção de um grande partido comunista de massas, como ocorria na União Soviética. Neste trabalho jogaram um papel relevante os "camaradas" eleitos para o Comitê Central como José Díaz, Dolores Ibárruri, Vicente Uribe, Antonio Mije, Manuel Delicado, Pedro Checa e outros.
A 3 de Dezembro de 1933 Cayetano Bolívar Escribano foi eleito deputado por Málaga, sendo o primeiro deputado comunista da história, e saindo da cárcere para ocupar a sua cadeira. Posteriormente, na chamada Revolução de 1934 contra a política do governo radical-cedista, o PCE desempenhou um papel menor que o do PSOE (cuja base é a protagonista da mesma junto às Juventudes Socialistas e UGT) e a CNT, que não participa nela exceto em Astúrias. Contudo teve de voltar à clandestinidade. Nesse momento o PCE adere-se à política de criar um Frente Popular que agrupe todas as forças de esquerda. Esta política era uma proposição teórica da Internacional Comunista. Após a vitória eleitoral da Frente Popular a 16 de Fevereiro de 1936, o prestígio do Partido Comunista cresceu depressa: em cinco meses passa de 30.000 a 100.000 afiliados.
A expansão do PCE teve nos momentos prévios à Guerra Civil e nos imediatamente posteriores dois grandes marcos:
O primeiro foi a unificação da Juventude Socialista e a Juventude Comunista a 1 de Abril de 1936, o qual deu lugar à formação da Juventude Socialista Unificada (JSU), que escolheu como Secretário General a Santiago Carrillo, quem anos mais tarde se tornaria em Secretário geral do PCE.
O segundo foi a constituição do Partit Socialista Unificat de Catalunya (PSUC) a 23 de Julho de 1936 após um processo prévio à guerra.

## Guerra Civil Espanhola
Grande parte da sua força era por ser o representante do governo soviético, o único, junto ao do México que não abandonou à sua sorte ao legítimo governo republicano. Baseou o seu apoio nos setores do aparato do Estado e do Exército contrários às medidas revolucionárias, às coletivizações e certas formas de milícias populares. O debate entre (primariamente) o PCE por um lado e os grupos anarquistas e trotskistas por outro centrava-se sobre se a revolução devia ser feita ao mesmo tempo que a guerra, ou se primeiro se devia ganhar a guerra e deixar as medidas revolucionárias para depois. O PCE opinava que o processo revolucionário produzia desconfiança nos setores da esquerda republicana não revolucionários. Para o PCE, o dilema entre guerra e revolução era uma falácia, e apoiou a legalidade republicana.
Durante a guerra civil, o partido atingiu os 300.000 militantes, e a JSU que dirigia Santiago Carrillo, o meio milhão de afiliados. Contudo, embora não se possa negar a força que ambas as organizações atingiram, é preciso levar em conta que nessa época era conveniente em muitas ocasiões possuir uma carta de alguma organização. Não era frequente que as pessoas se filiassem em mais que uma organização.
Foi essencial na formação das Brigadas Internacionais, de forte influência soviética, e nas relações com a União Soviética, principal provedor de armas, intendência e instrutores militares para a República.
O PCE alinhou-se com a legalidade republicana. Animou os setores mais reformistas da CNT a participar no governo e não lhe importou colaborar com partidos opostos à sua ideologia, como o PNV, de forte componente cristã ou os partidos republicanos burgueses. Para manter esta colaboração, o PCE tratou de conseguir que se respeitassem os interesses da pequena e média burguesia, rural e urbana.

## Ditadura de Francisco Franco
O regime de Franco demonizou o PCE, encarcerando, torturando e assassinando os seus membros, submetendo alguns de eles a julgamentos sumaríssimos. O governo franquista aplicou a lei retroativamente, qualificando de insurgentes os que se mantiveram fiéis à legalidade constitucional. Nessas duríssimas condições, o PCE teve-se de reorganizar na clandestinidade (País Basco, Galiza, Andaluzia, Estremadura, Valência, Navarra e Catalunha mantiveram organização), no exílio (México, Cuba, Chile, Uruguai, França e África do norte, além da União Soviética) e nos cárceres (onde estavam dirigentes como Girón ou Ascanio).
Pouco tempo depois de começar a Segunda Guerra Mundial, o Secretário General, José Díaz Ramos, faleceu em Tiflis, e foi substituído por Dolores Ibarruri, "La Pasionaria". Durante muito tempo, o PCE foi a principal força organizada contra a ditadura de Franco. Entre 1944 e 1948 impulsiona a luta guerrilheira, o chamado maquis, que terminou com a morte de muitos militantes comunistas e uma dura repressão sobre a população civil das zonas nas quais agia esta guerrilha, que fez perder apoios numa população rural que passava ademais graves dificuldades econômicas e manipulada por uma igreja alinhada inequivocamente com os governantes. Por tudo isso, o partido decidiu abandonar a via guerrilheira em 1948, embora alguns focos se mantivessem até 1952.
Em 1947 ocorrem os primeiros movimentos reivindicativos no metal de Madrid e nas empresas têxteis da Catalunha, sendo duramente reprimidos pelo franquismo. A partir desse momento a situação volta a empiorar para os comunistas, pois à repressão anterior une-se a Guerra Fria, durante a qual o governo ditatorial passa a ser um importante auxílio na política dos Estados Unidos frente à União Soviética, que é quem marca a linha do PCE. Seguindo a tática leninista, o partido opta por combinar a luta clandestina com o aproveitamento dos recantos legais que o sistema permite: os comunistas participam nos sindicatos verticais e em todas as organizações de massas que existem (irmandades de ação católica, grêmios…). Nas eleições de ligações sindicais de 1950 são eleitos numerosos operários comunistas e outros conscientizados. Este movimento dará origem às Comisiones Obreras. Enquanto isso Radio Espanha Independente, dos Pirenéus emite para a Espanha a visão do PCE.
A 12 de Março de 1951 o PSUC chama à Greve Geral na Catalunha. No País Basco, Navarra e Madrid produzem-se outras greves. Em Setembro de 1954 celebra-se o V Congresso do PCE. Em ele estabelece-se a nova tática, em duas etapas. Na primeira propugnava-se a criação de uma frente ampla que liquidasse a ditadura e formasse um governo provisório. Este governo deveria restabelecer as liberdades democráticas, a(m)nistiar a presos e exilados políticos, e adotar medidas urgentes para melhorar as condições de vida populacional. Após isso se deveriam convocar eleições e desenvolver a democracia. Em Junho de 1956 o PCE desenha a sua política de "Reconciliação Nacional". Nesse momento, os estudantes contam com uma força crescente, o SEU liquidou-se e começam a surgir movimentos democráticos burgueses no interior da Espanha, alguns de cujos membros procediam de setores desconformes da direita, e inclusive da própria Falange. A partir desses momentos, a linha divisória entre as duas Espanhas, vai deslocando-se e passa a ser a que marca a postura ante as liberdades democráticas, em lugar do lugar ocupado durante a Guerra Civil. Para conseguir aliar a todas as forças democráticas entende-se que há que cancelar responsabilidades da guerra civil e o pós-guerra:
…O Partido Comunista representa sem dúvida à parte do povo que mais sofreu nestes vinte anos; à classe operária, os jornaleiros agrícolas, os camponeses pobres, a intelectualidade avançada. Se de fazer o capítulo de agravos se tratar, ninguém o teria maior do que o nosso. Nos entendemos que a melhor justiça para todos os que caíram e sofreram pela liberdade consiste, precisamente, em que a liberdade se estabeleça na Espanha. Uma política de vingança não serviria a Espanha para sair da situação em que se encontra. O que Espanha precisa é a paz civil, a reconciliação dos seus filhos, a liberdade."
Porém, o regime franquista recebera um importantíssimo apóio em 1955, quando, avalizado pelos Estados Unidos, entra a fazer parte da ONU. A luta clandestina deve continuar, pois o regime sente-se fortalecido e acentua a repressão. Em 1957 o PCE participa nos boicotes que sucedem em Madrid e Barcelona, bem como nas lutas operárias que decorrem em Sevilha, Alcoy, Valladolid e muito especialmente nas dos mineiros das Astúrias de Março de 1958.
Em Janeiro de 1960 reuniu-se o VI Congresso do PCE, em plena crise econômica. O salário real dos trabalhadores caíra cerca de 40% devido à suspensão das horas extra, primas e abonos. Os despidos eram cada vez mais frequentes e o desemprego avançava. Mas estas dificuldades atingiam não somente os operários, mas também a pequena burguesia, e os comerciantes, afetados pela queda no poder aquisitivo da maior parte da população. Santiago Carrillo foi eleito Secretário General, e Dolores Ibárruri presidenta. A substituição de Stalin por Khruschev à frente do PCUS e da União Soviética fizera mudar a política de todos os partidos comunistas. Mas além disso, o PCE, seguindo a esteira do Partido Comunista Italiano, busca uma via autônoma e esboça o que se denominará eurocomunismo. Contudo, neste caminho, a atitude às vezes excessivamente personalista do novo Secretário geral irá afastando a muitos dos que discrepam: em 1964 Fernando Claudín e Jorge Semprún são expulsos. Esse mesmo ano ocorre a cisão de um setor contra da política de "reconciliação nacional" e do eurocomunismo, que passa a constituir o Partido Comunista de Espanha (marxista-leninista) e, após a condena da invasão soviética de Checoslováquia em 1968, cindir-se-ão o Partido Comunista de Espanha (VIII-IX Congressos) e o Partido Comunista Operário Espanhol.
O VII Congresso (1965) e o VIII (1972) traçaram definitivamente a linha que seguirá o PCE, política que concretizada na constituição em Paris com outros partidos e pessoalidades independentes da Junta Democrática de Espanha a 30 de Julho de 1974, organismo chave na transição espanhola e adiante em Coordenação Democrática (a chamada "Platajunta"), união entre a Junta e a Plataforma de Convergência auspiciada pelo PSOE.

## De 1977 à atualidade

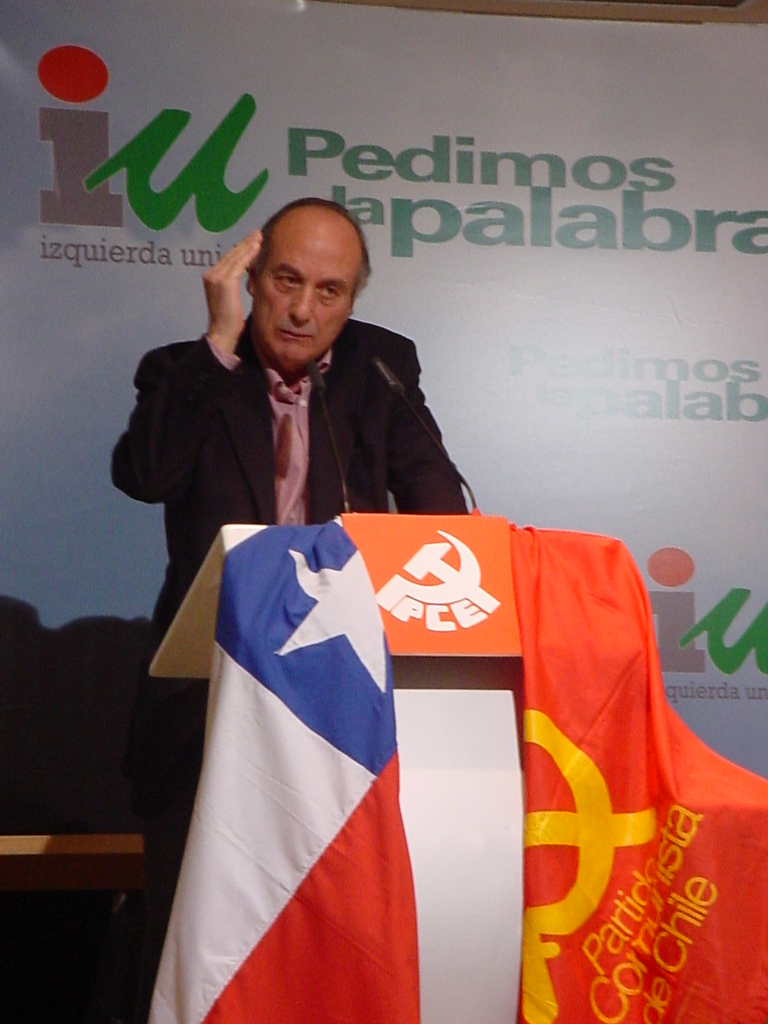
Francisco Frutos, Secretário geral do PCE em 2005, durante um ato com o PC chileno.

Durante a Transição espanhola o PCE volta à legalidade (9 de Abril de 1977), apresentando-se às eleições com Carrillo como candidato. Na realidade, produzira-se um profundo problema no seio do PCE. Os militantes do interior viam-se como os custódios do Partido até que os "históricos" exilados puderam retornar. Quando assim ocorreu, a militância do interior -próxima à realidade espanhola e representante das posturas rupturistas com a ditadura- pôs efetivamente nas mãos dos exilados retornados -enormemente apartados da realidade espanhola pela sua longa ausência- a direção da organização. Esta direção, já totalmente eurocomunista, modera o seu discurso e renúncia a reivindicações históricas (como a República) aceitando a monarquia parlamentar, a democracia e o capitalismo. Em princípios da década de 1980 o partido deixou de se considerar marxista-leninista para passar a definir-se unicamente como "marxista revolucionário".
Esta evolução provocou muitas convulsões e pôde ajudar a que, em que pese a ser o partido operário mais numeroso (com mais de 250 000 militantes em 1977 e 205 000 em 1979), a controlar a central sindical majoritária (Comisiones Obreras) e a ter grande presença na rua, somente obtivesse por volta de 10% dos votos nas eleições de 1977 e 1979. Outra das consequências é que os setores pró-soviéticos opostos à linha eurocomunista do PCE (cerca de 10 000 militantes) cindiram-se do Partido e terminariam por formar o Partido Comunista dos Povos da Espanha, e posteriormente cindir-se-iam da União de Juventudes Comunistas de Espanha os Coletivos de Jovens Comunistas, que passariam a ser a organização juvenil do PCPE.
Em 1982 ficou ainda mais atrás ao se concentrar o voto da esquerda no PSOE, que obtém a maioria absoluta. Santiago Carrillo demitiu como Secretário geral, sendo substituído por Gerardo Iglesias.
Em 1983 o PCE recupera parte do voto perdido nas eleições municipais e celebra o seu X Congresso, que confirma a Iglesias no cargo. Esse ano apenas conservava 85 000 militantes. Em 1985 expulsa os carrillistas dos órgãos de direção e estes dividem-se para fundarem o PTE-UC. Esse ano a afiliação baixara a 67 000.
Em 1986 o PCE participou com outras forças políticas na fundação de Izquierda Unida (Esquerda Unida) (IU), constituída primeiro como coligação eleitoral e posteriormente como movimento político e social. No XIII Congresso do PCE decidiu-se transferir a sua soberania para os órgãos de IU. Atualmente, o PCE é o único partido de âmbito estatal que faz parte da coligação Izquierda Unida.
Em 1987 Julio Anguita González passou a ser o Secretário General do PCE e Coordenador Geral de Izquierda Unida. Um transtorno cardiovascular afasta a Anguita da política de primeira linha. Fortes problemas internos e pressões externas enfraquecem de novo o PCE. Em 1998 passa a ocupar a Secretaria General Francisco Frutos, quem continua na mesma linha. A direção encabeçada por Frutos encontrou-se enfrentada à direção de IU, encabeçada por Gaspar Llamazares, membro também do PCE.
Em junho de 2005 foi celebrado o XVII Congresso, que contava com 27000 militantes. Neste congresso foram eleitos como Secretário geral Francisco Frutos e como presidente Felipe Alcaraz, quem reuniria várias responsabilidades pertencentes ao Secretário geral.
A sua Presidente de Honra Perpétua é Dolores Ibárruri, La Pasionaria.

## Resultados eleitorais

### Eleições legislativas
| Data      | CI.            | Votos          | %              | +/-            | Deputados | +/-     | Status   | Coligação       |
| --------- | -------------- | -------------- | -------------- | -------------- | --------- | ------- | -------- | --------------- |
| 1977      | 3.º            | 1 709 890      | 9,3 / 100,0    |                | 19 / 350  |         | Oposição |                 |
| 1979      | 3.º            | 1 938 487      | 10,8 / 100,0   | 1,5            | 23 / 350  | 4       | Oposição |                 |
| 1982      | 4.º            | 846 515        | 4,0 / 100,0    | 6,8            | 4 / 350   | 19      | Oposição |                 |
| 1986      | 5.º            | 935 504        | 4,6 / 100,0    | 0,6            | 4 / 350   | Estável | Oposição | Esquerda Unida  |
| 1989      | 3.º            | 1 858 588      | 9,1 / 100,0    | 4,5            | 13 / 350  | 9       | Oposição | Esquerda Unida  |
| 1993      | 3.º            | 2 253 722      | 9,6 / 100,0    | 0,5            | 13 / 350  | Estável | Oposição | Esquerda Unida  |
| 1996      | 3.º            | 2 639 774      | 10,5 / 100,0   | 0,9            | 12 / 350  | 1       | Oposição | Esquerda Unida  |
| 2000      | 3.º            | 1 263 043      | 5,5 / 100,0    | 5,0            | 7 / 350   | 5       | Oposição | Esquerda Unida  |
| 2004      | 3.º            | 1 284 081      | 5,0 / 100,0    | 0,5            | 2 / 350   | 5       | Oposição | Esquerda Unida  |
| 2008      | 3.º            | 969 946        | 3,8 / 100,0    | 1,2            | 0 / 350   | 2       | Oposição | Esquerda Unida  |
| 2011      | 3.º            | 1 686 040      | 6,9 / 100,0    | 3,1            | 5 / 350   | 5       | Oposição | Esquerda Unida  |
| 2015      | 5.º            | 923 105        | 3,7 / 100,0    | 3,2            | 2 / 350   | 3       | Oposição | Unidade Popular |
| 2016      | Unidos Podemos | Unidos Podemos | Unidos Podemos | Unidos Podemos | 5 / 350   | 3       | Oposição |                 |
| 2019 - I  | Unidos Podemos | Unidos Podemos | Unidos Podemos | Unidos Podemos | 4 / 350   | 1       | -        |                 |
| 2019 - II | Unidos Podemos | Unidos Podemos | Unidos Podemos | Unidos Podemos | 4 / 350   | Estável | Governo  |                 |
| 2023      | Sumar          | Sumar          | Sumar          | Sumar          | 5 / 350   | 1       | Governo  |                 |

### Eleições europeias
| Data | CI. | Votos     | %            | +/- | Deputados | +/-     | Coligação      |
| ---- | --- | --------- | ------------ | --- | --------- | ------- | -------------- |
| 1987 | 4.º | 1 011 830 | 5,3 / 100,0  |     | 1 / 60    |         | Esquerda Unida |
| 1989 | 4.º | 961 742   | 6,1 / 100,0  | 0,8 | 2 / 60    | 1       | Esquerda Unida |
| 1994 | 3.º | 2 497 671 | 13,4 / 100,0 | 7,3 | 7 / 64    | 5       | Esquerda Unida |
| 1999 | 3.º | 1 221 566 | 5,8 / 100,0  | 7,6 | 3 / 64    | 4       | Esquerda Unida |
| 2004 | 4.º | 643 136   | 4,7 / 100,0  | 1,1 | 1 / 54    | 2       | Esquerda Unida |
| 2009 | 4.º | 588 248   | 3,7 / 100,0  | 1,0 | 1 / 54    | Estável | Esquerda Unida |
| 2014 | 3.º | 1 575 308 | 10,0 / 100,0 | 6,3 | 2 / 54    | 1       | Esquerda Unida |

## Pessoalidades destacadas
- Antonio García Quejido Primeiro Secretario General (1921-1925)
- José Bullejos Secretário General (1925-1932)
- José Díaz Secretário General (1932-1942)
- Dolores Ibárruri Secretária General (1942-1960) e Presidenta (1960-1989)
- Santiago Carrillo Secretário General (1960-1982)
- Gerardo Iglesias Secretário General (1982-1988)
- Julio Anguita Secretário General (1988-1998)
- Joan Comorera Secretário General do PSUC (1936-1949)
- Josep Moix Secretário General do PSUC (1949-1965)
- Gregorio López Raimundo Secretário General do PSUC (1965-1977)
- Antoni Gutiérrez Secretário General do PSUC (1977-1981 e 1982-1986)
- Marcelino Camacho Secretário General de CC.OO. (1976-1987)
- Rafael Alberti Poeta e deputado
- Enrique Líster Militar e dirigente do PCE
- Simón Sánchez Montero Dirigente das JSU e do PCE
- Santiago Álvarez Gómez Dirigente do PCE
- Fernando Claudín Dirigente da UJCE, as JSU e do PCE
- Jorge Semprún Dirigente do PCE
- Julián Grimau Dirigente do PCE assassinado pelo franquismo
- Manuel Azcárate Dirigente do PCE
- Manuel Delicado Dirigente do PCE
- Francisco García Salve Cura operário, dirigente do PCE e de CC.OO.
- Juana Doña Dirigente do PCE
- Jaime Ballesteros Pulido Vice-secretário General do PCE  == Secretários/as generais == {| class="wikitable" align="center" ! Período ! Secretário General |- | align="center" | 1921-1925 | align="left" | Antonio García Quejido |- | align="center" | 1925-1932 | align="left" | José Bullejos |- | align="center" | 1932-1942 | align="left" | José Díaz |- | align="center" | 1942-1960 | align="left" | Dolores Ibárruri |- | align="center" | 1960-1982 | align="left" | Santiago Carrillo |- | align="center" | 1982-1988 | align="left" | Gerardo Iglesias |- | align="center" | 1988-1998 | align="left" | Julio Anguita |- | align="center" | 1998-2009 | align="left" | Francisco Frutos |- | align="center" | 2009-... | align="left" | José Luis Centella |- |}